# Hypothyris dionaea
Hypothyris dionaea är en fjärilsart som beskrevs av William Chapman Hewitson 1854. Hypothyris dionaea ingår i släktet Hypothyris och familjen praktfjärilar. Inga underarter finns listade i Catalogue of Life.